# 巴羅縣 (喬治亞州)
巴羅县（英語：Barrow County）是美國喬治亞州北部的一個縣。面積442平方公里。根據美國2000年人口普查，共有人口46,144人，2005年增至59,954人。縣治溫德（Winder）。
成立於1914年7月7日，縣名紀念喬治亞大學校長大衛·C·巴羅（William Yates Atkinson）。